# Holographis peloria
Holographis peloria är en akantusväxtart som först beskrevs av Emery Clarence Leonard, och fick sitt nu gällande namn av T.F. Daniel. Holographis peloria ingår i släktet Holographis och familjen akantusväxter. Inga underarter finns listade i Catalogue of Life.